# Zомбилэнд: Контрольный выстрел
«Zомбилэнд: Контрольный выстрел» (англ. Zombieland: Double Tap) — американская постапокалиптическая зомби-комедия 2019 года режиссёра Рубена Флейшера и сценаристов Ретта Риза, Пола Верника и Дэвида Каллахэма, продолжение фильма «Добро пожаловать в Zомбилэнд» (2009). В главных ролях Вуди Харрельсон, Джесси Айзенберг, Эмма Стоун, Эбигейл Бреслин, Розарио Доусон, Зои Дойч, Люк Уилсон, Эван Джогиа и Томас Миддлдитч. По сюжету Таллахасси, Коламбус и Вичита сталкиваются с эволюционировавшими зомби и с другими выжившими, когда они путешествуют из Белого дома в Грейсленд в поисках Литл-Рок.
Разработка началась в ноябре 2009 года с запланированным возвращением Риза, Верника, Флейшера и основного актёрского состава. Вскоре фильм столкнулся с несколькими задержками, и вместо этого сценаристы в 2013 году написали сценарий к пилотному эпизоду сериала «Zомбилэнд» с новым актёрским составом, который в конечном итоге не смог заказать больше серий. Разработка была возобновлена в феврале 2016 года, сценарий был завершён в марте 2017 года, а фильм был подтверждён в июле 2018 года. Остальная часть актёрского состава была включена менее чем через год, а съёмки начались в январе 2019 года и завершились в марте, в основном проходили в Атланте.
Премьера фильма состоялась 10 октября 2019 года в Лос-Анджелесе, 18 октября в США и 24 октября в России компанией Sony Pictures Releasing. Он получил в основном положительные отзывы от критиков, которые сочли его достойным преемником оригинала и похвалили актёрский состав. Фильм заработал 125 миллионов долларов по всему миру, став самым кассовым фильмом во франшизе. Ходят слухи о продолжении, хотя создатели фильма не сделали никаких объявлений.

## Сюжет
Прошло десять лет после событий первого фильма. Таллахасси, Коламбус, Вичита и Литл-Рок обустроили себе жилище в Белом доме в Вашингтоне. Зомби же за прошедшие годы несколько мутировали и команда условно разделила их на три вида: «Гомер» (тупые), «Хокинг» (умные) и «ниндзя» (проворные). Хотя Коламбус и Вичита последнее время и так живут вместе в президентской спальне, Коламбус всё же решает сделать девушке официальное предложение и дарит ей алмаз Хоупа. Этой же ночью сёстры Вичита и Литл-Рок покидают Белый дом и уезжают в неизвестном направлении. Вичита боится официальных отношений, поскольку по её мнению такие отношения заканчиваются всегда разводом, и вообще она считает, что живя в мире зомби нельзя ни к кому привязываться. Литл-Рок в свою очередь недовольна Таллахасси, который ведёт себя по отношению к ней как отец.
Месяц спустя, исследуя торговый центр, Коламбус встречает девушку по имени Мэдисон, которая выжила, прячась от зомби в морозильнике. В это же время в Белый дом возвращается Вичита. Она рассказывает, что Литл-Рок сбежала с встретившимся им по пути музыкантом-пацифистом в Грейсленд, поместье Элвиса Пресли. Вичита же вернулась, чтобы запастись оружием. Вся компания, включая Мэдисон, отправляется в Грейсленд, искать Литл-Рок. В одном месте по дороге они натыкаются на новый вид зомби. Те не умирают от одного выстрела, и сколько хватает сил пытаются добраться до цели. Таких зомби команда называет «T-800». В лесу им приходится оставить Мэдисон, так как та, похоже, начала превращаться в зомби.
Прибыв в пункт назначения выясняется, что от Грейсленда остались только обугленные останки. Однако рядом оказывается жилой отель, оформленный как музей Элвиса. Этим местом заведует женщина по имени Невада. От неё становится известно, что Литл-Рок и музыкант отправились в коммуну хиппи «Вавилон». Утром компания знакомится ещё с двумя персонажами: Альбукерке и Флагстаффом, которые оказываются подозрительно похожими на Таллахасси и Коламбуса. Довольно быстро новых знакомых кусают зомби и от них приходится избавиться.
Таллахасси и компания отправляются в «Вавилон», встречая по пути Мэдисон. Оказывается, что та не превратилась в зомби, просто у неё была аллергия на арахис. Команда прибывает в укреплённый «Вавилон», где находит Литл-Рок. Та хорошо здесь себя чувствует и не собирается покидать это место. Вичита в таком случае остаётся с сестрой. Коммуну оставляет один лишь Таллахасси, которому интереснее находиться в дороге. Неожиданно по пути он встречает целую орду «T-800», которые направляются в «Вавилон», так как их привлекают запускаемые оттуда фейерверки. Таллахасси возвращается назад, чтобы готовить оборону.
Проблема с обороной связана с тем, что в коммуне нет никакого оружия. Оно всё переплавляется. Таллахасси придумывает план с взрывом, однако он мало помогает против «T-800». В конце концов, на территорию коммуны врывается Невада, которая давит зомби монстр-траком. Оставшихся зомби заманивают на крышу небоскрёба и хитростью сбрасывают оттуда. Когда всё заканчивается, Вичита сообщает Коламбусу, что согласна выйти за него замуж. Таллахасси, Коламбус, Вичита, Литл-Рок и Невада на розовом кадиллаке Элвиса отправляются в дорогу.

## В ролях
| Актёр            | Роль                       |
| ---------------- | -------------------------- |
| Вуди Харрельсон  | Таллахасси                 |
| Джесси Айзенберг | Коламбус                   |
| Эмма Стоун       | Вичита / Криста            |
| Эбигейл Бреслин  | Литл-Рок                   |
| Розарио Доусон   | Невада                     |
| Зои Дойч         | Мэдисон                    |
| Люк Уилсон       | Альбукерке                 |
| Томас Миддлдитч  | Флагстафф                  |
| Эван Джогиа      | Беркли                     |
| Билл Мюррей      | в роли самого себя (камео) |

## Производство

### Разработка
На волне успеха «Добро пожаловать в Zомбилэнд» авторы Пол Верник и Ретт Риз запланировали возможное продолжение со множеством идей, которые они хотели использовать в сиквеле. Вуди Харрельсон заявил, что не думал возвращаться в продолжении. Верник сказал, что планирует вернуть Джесси Айзенберга, Эмму Стоун и Эбигейл Бреслин для сиквела и что у них ещё есть тонны новых идей, плавающих в их головах. Кроме того, авторы хотят превратить комедию в прочную франшизу. Поэтому для этого они сняли пилотный выпуск одноимённого телесериала, в котором снимались другие актёры и который вышел в апреле 2013 года на Lovefilm и Amazon Video.
Риз и Верник не хотят раскрывать какие-либо потенциальные точки сюжета сиквела «Добро пожаловать в Zомбилэнд». Они не планируют немедленно снимать продолжение, потому что оба активно участвуют в других проектах. Оригинальный актёрский состав и режиссёр готовы вернуться, при этом Флейшер с энтузиазмом относится к идее сделать продолжение в 3D.В феврале 2010 года Вуди Харрельсон и Джесси Айзенберг подтвердили своё возвращение во втором фильме. В 2010 году Флейшер заявил, что пишет сценарий и что создатели начали искать новых звёзд для различных камео.
В июле 2011 года Джесси Айзенберг сказал, что он «не уверен, что происходит» с продолжением, но авторы работают над сценарием «Добро пожаловать в Zомбилэнд 2», Айзенберг выразил обеспокоенность тем, что продолжение больше не будет «актуальным». Вуди Харрельсон сказал, что он также не решался вернуться в продолжении.
В феврале 2016 года было объявлено, что Риз и Верник снимают продолжение. В августе 2016 года Риз и Верник подтвердили, что ещё работают над «Zомбилендом 2» и встретились с Вуди Харрельсоном, чтобы обсудить фильм, заявив, что весь актерский состав довольно взволнован.
В марте 2017 года выяснилось, что сценарий для «Добро пожаловать в Zомбилэнд 2» завершён. В мае 2018 года Вуди Харрельсон подтвердил, что «Добро пожаловать в Zомбилэнд 2», вероятно, будет снят.

### Предварительная подготовка
13 июля 2018 года Sony Pictures официально представила «Добро пожаловать в Zомбилэнд 2». Рубен Флейшер вернётся к руководству, в то время как Айзенберг, Харрельсон, Стоун и Бреслин повторят свои роли.
В ноябре 2018 года Зои Дойч и Эван Джогиа присоединились к актёрскому составу. В январе 2019 года Розарио Доусон присоединилась к актёрскому составу фильма. Томас Миддлдитч и Люк Уилсон тоже присоединились к актёрскому составу в феврале.

### Съёмки
Съемки фильма начались 21 января 2019 года в Атланте, Джорджия и были завершены 15 марта 2019 года.

## Маркетинг
25 июля 2019 года Sony Pictures опубликовала на своём Youtube-канале первый трейлер второй части «Добро пожаловать в Zомбилэнд».

## Прокат
Изначально выход фильма в американский прокат был запланирован на 11 октября 2019 года, к десятилетию со дня выхода оригинального фильма, однако позже премьеру перенесли на 18 октября.

## Критика и отзывы
На Rotten Tomatoes рейтинг фильма составляет 68 %, основанный на 231 рецензии со средней оценкой 6,21/10. На Metacritic фильм имеет средневзвешенную оценку 56 из 100, основанную на 37 рецензиях, что соответствует «смешанным или средним отзывам». Аудитории CinemaScore дали фильму среднюю оценку B+ по шкале от A+ до F (первый фильм получил оценку А−), в то время как зрители на PostTrak дали ему четыре звезды из пяти и 64 % определенной рекомендации.

## Игра
На основе фильма была выпущена одноимённая мобильная игра.
В фильме также была показана видеоигра под названием «Zombieland: Double Tap - Road Trip». В реальной жизни она была разработана High Voltage Software и издана GameMill Entertainment для PlayStation 4, Xbox One, Nintendo Switch и Microsoft Windows 15 октября 2019 года, за три дня до выхода данного фильма.

## Спин-офф
Режиссер Рубен Флейшер заявил: «Я хотел бы снять отдельный фильм о Мэдисон».